# Nowa Karczma (powiat chojnicki)
Nowa Karczma (kaszb. Nowô Karczma lub też Hëta, Ùta, niem. Neukrug) – kolonia w Polsce położona w województwie pomorskim, w powiecie chojnickim, w gminie Konarzyny.
W latach 1975–1998 miejscowość należała administracyjnie do województwa słupskiego.